# Zazapress
ZazaPress bildades för att främst bevara, utveckla och främja det zazaiska språket. Därför tidskriften är enbart skriven på zazaiska. De artiklar som finns på svenska, engelska och turkiska är till för att informera om zazaiskaspråket och de svårigheter och hinder som finns.